# Orange County California
Orange County California è il primo album in studio del rapper italiano Tedua, pubblicato il 13 gennaio 2017 dalla Universal Music Group.

## Descrizione
Si tratta di una nuova versione del mixtape autoprodotto Orange County Mixtape, dal quale sono stati eliminati vari brani (tra cui Scarpe coi freni Freestyle, Fre corri corri Freestyle, Non mi va e Mi piace) e aggiunti sei inediti.
L'album inoltre conclude il ciclo Orange County, ideato dal rapper stesso, il quale si identificava nel personaggio della fiction televisiva The O.C. Ryan Atwood, arrivato nella Contea di Orange dalla periferica Chino, che per Tedua costituisce una metafora del suo trasferimento da Cogoleto a Milano.

## Accoglienza
Claudio Biazzetti di Rolling Stone Italia ha accolto positivamente il disco, scrivendo che i brani «fanno leva su una trap ustionata dal sole ligure e arricchite da parti melodiche», associando il flusso di coscienza del freestyle del rapper simile a quello adoperato dallo scrittore James Joyce.

## Tracce
1. Circonvalley (feat. Izi) – 2:30
2. 00 (feat. Rkomi) – 3:14
3. Lingerie (feat. Sfera Ebbasta) – 3:18
4. Wasabi Freestyle – 1:44
5. Lezione – 2:56
6. Buste della spesa – 3:14
7. No Snitch Freestyle – 2:02
8. Fifty Fifty (feat. Ghali) – 2:58
9. Step by Step (feat. Bresh) – 3:14
10. OC (California) – 2:38
11. Ci vuole poco (feat. Laïoung) – 4:19
12. Pugile – 3:18
13. Telefonate (feat. Izi) – 2:58
14. Pegaso – 2:28
15. Pensa se piove RMX – 3:34
16. Revolver Freestyle – 4:52

## Formazione
Musicisti
- Tedua – voce
- Izi – voce aggiuntiva (tracce 1 e 13)
- Rkomi – voce aggiuntiva (traccia 2)
- Sfera Ebbasta – voce aggiuntiva (traccia 3)
- Ghali – voce aggiuntiva (traccia 8)
- Bresh – voce aggiuntiva (traccia 9)
- Laïoung – voce aggiuntiva (traccia 11)

Produzione
- Chris Nolan – produzione (tracce 1, 2, 4, 5, 9-15), direzione artistica
- Charlie Charles – produzione (tracce 3, 6, 8 e 12)
- Sick Luke – produzione (traccia 7)
- Laïoung – produzione (traccia 11)
- Neoz – produzione (traccia 16)
- Marco Zangirolami – missaggio e mastering (tracce 11-15)

## Classifiche

### Classifiche settimanali
| Classifica (2017) | Posizione massima |
| ----------------- | ----------------- |
| Italia            | 6                 |

### Classifiche di fine anno
| Classifica (2017) | Posizione |
| ----------------- | --------- |
| Italia            | 29        |
| Classifica (2023) | Posizione |
| Italia            | 89        |